# Crossville (Tennessee)
Crossville es una ciudad ubicada en el condado de Cumberland en el estado estadounidense de Tennessee. En el Censo de 2010 tenía una población de 10.795 habitantes y una densidad poblacional de 204,68 personas por km².

## Geografía
Crossville se encuentra ubicada en las coordenadas 35°57′7″N 85°1′49″O / 35.95194, -85.03028. Según la Oficina del Censo de los Estados Unidos, Crossville tiene una superficie total de 52.74 km², de la cual 51.71 km² corresponden a tierra firme y (1.95%) 1.03 km² es agua.

## Demografía
Según el censo de 2010, había 10.795 personas residiendo en Crossville. La densidad de población era de 204,68 hab./km². De los 10.795 habitantes, Crossville estaba compuesto por el 0.09% blancos, el 0.49% eran afroamericanos, el 0.57% eran amerindios, el 0.92% eran asiáticos, el 0.21% eran isleños del Pacífico, el 2.89% eran de otras razas y el 1.43% pertenecían a dos o más razas. Del total de la población el 5.53% eran hispanos o latinos de cualquier raza.